# Espera (kommunhuvudort)
Espera är en kommunhuvudort i Spanien.   Den ligger i provinsen Provincia de Cádiz och regionen Andalusien, i den södra delen av landet, 400 km söder om huvudstaden Madrid. Espera ligger 155 meter över havet och antalet invånare är 3 810.
Terrängen runt Espera är huvudsakligen platt, men åt sydost är den kuperad. Runt Espera är det ganska tätbefolkat, med 124 invånare per kvadratkilometer. Närmaste större samhälle är Arcos de la Frontera, 13,7 km söder om Espera. Trakten runt Espera består till största delen av jordbruksmark.